# ヨシオ工業

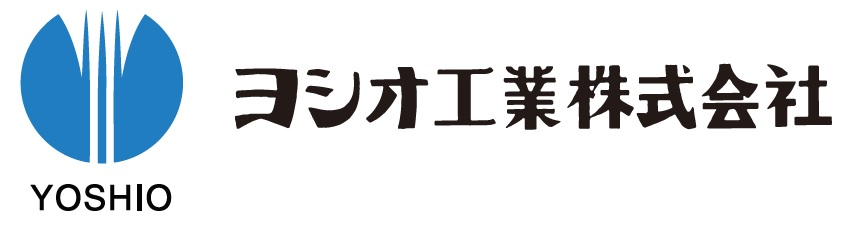

ヨシオ工業株式会社（よしおこうぎょう、Yoshio Industry Inc.）は、金属加工、機械加工、組立加工の請負業を事業として営んでいる。
過去にはラジアルボール盤とフライス盤の製造と販売をしており国内のトップシェアを担っていた。その製造で培った能力で各フェーズ（材料手配、金属加工、組立加工、塗装など）におけるOEM（加工請負業）、また、全フェーズにおけるOEMを展開している。
また、開発・設計・製作や各種機器のオーバーホールなども行っている。
本社は、石川県白山市に所在する。代表取締役社長は、社会福祉法人 紫志の会の理事長の他、多角的に事業を営む徳野新太郎。

## 主要事業
- 金属加工
- 機械加工
- 組立加工
- きさげ加工
- 加工品検査
- 加工請負業
- ラジアルボール盤の製造・販売
- フライス盤の製造・販売
- 各種機器（工作機械周辺機器、専用機器、搬送機器、検査器具機器など）のOEM、開発・設計・製作
- 各種機器（工作機械周辺機器、専用機器、搬送機器、検査器具機器など）のオーバーホール

出典

## 主要設備
|                              | メーカー名                | 機種名                                    | サイズ（単位：mm）                                                                     |
| 五面加工門形マシニングセンタ | 東芝機械 （現：芝浦機械） | MPC-41100B                                | 門幅：4,100 門高：2,450 テーブル：10,000×3,500                                         |
| 五面加工門形マシニングセンタ | 東芝機械 （現：芝浦機械） | MPC-3165 E BO                             | 門幅：3,100 門高：1,700 テーブル：6,500×2,200                                          |
| 五面加工門形マシニングセンタ | オークマ                  | MCR-BV                                    | 門幅：3,050 門高：1,950 テーブル：6,600×2,500                                          |
| 五面加工門形マシニングセンタ | オークマ                  | MCR-A5C                                   | 門幅：2,500 門高：1,700 テーブル：5,000×2,000                                          |
| 五面加工門形マシニングセンタ | オークマ                  | MCR-A5C                                   | 門幅：2,000 門高：1,200 テーブル：4,000×1,500                                          |
| 横形マシニングセンタ         | 牧野フライス製作所        | a100ε                                     | ストローク：1,700(X)×1,350(Y)×1,400(Z) テーブル：1,300×1,300                           |
| 横形マシニングセンタ         | 牧野フライス製作所        | a100ε                                     | ストローク：1,700(X)×1,350(Y)×1,400(Z) テーブル：1,000×1,500                           |
| 横形マシニングセンタ         | 牧野フライス製作所        | a92（2台）                                | ストローク：1,520(X)×1,250(Y)×1,350(Z) テーブル：1,200×1,200 パレットチェンジャー：6枚 |
| 横形マシニングセンタ         | 牧野フライス製作所        | a99                                       | ストローク：1,250(X)×1,100(Y)×1,250(Z) テーブル：800×800                               |
| 横形マシニングセンタ         | DMG森精機                 | NH-6300DCG                                | ストローク：900(X)×800(Y)×980(Z) テーブル：630×630                                     |
| 立形マシニングセンタ         | FEELER                    | VB-825A                                   | ストローク：1,650(X)×825(Y)×700(Z) テーブル：1,900×800                                 |
| 立形マシニングセンタ         | オークマ                  | MILLAC 561V                               | ストローク：1,050(X)×560(Y)×650(Z) テーブル：1,900×800                                 |
| 立形マシニングセンタ         | 豊和工業                  | MKN-335VCJ                                | ストローク：550(X)×320(Y)×32＋80(ATC)(Z)                                               |
| 5軸マシニングセンタ          | DMG森精機                 | DMU95 monoBLOCK                           | ストローク：950(X)×850(Y)×650(Z) テーブル：800×800                                     |
| 5軸マシニングセンタ          | オークマ                  | MILLAC 800VH                              | ストローク：1,020(X)×1,020(Y)×1,020(Z) テーブル：800×800                               |
| 縦型NCフライス               | ヨシオ工業                |                                           | ストローク：800(X)×400(Y)×450(Z) テーブル：1,000×1,000                                 |
| ラジアルボール盤             | ヨシオ工業                |                                           | アーム：2,000                                                                          |
| ラジアルボール盤             | ヨシオ工業                |                                           | アーム：1,600                                                                          |
| 平面研削盤                   | 岡本工作機械製作所        | okamoto208                                | 2,000(X)×800(Y)×600(Z)                                                                 |
| 機械式三次元測定機           | ミツトヨ                  | Crysta-Apex C9168                         | ストローク：900(X)×1,600(Y)×800(Z)                                                     |
| ソフトウェア                 | OPEN MIND                 | CAM ソリューション hyperCAD-S(hyperMILL®) | CAM ソリューション hyperCAD-S(hyperMILL®)                                              |

出典

## 沿革
- 1961年（昭和36年） - 第4代野々市町長を務めた徳野與四男が石川県石川郡野々市町（現：野々市市）本町に株式会社徳野商会を設立。銑鉄鋳物業を行う。
- 1969年（昭和44年） - 徳野商会の鋳造部と鉄工部をヨシオ工業株式会社として別法人化。
- 1971年（昭和46年） - 創業10周年。
- 1973年（昭和48年） - 石川県鉄工団地協同組合の設立を機に石川県松任市(現：白山市）横江町へ移転。また、銑鉄鋳物部門を独立させアサヒ鋳工株式会社を設立。
- 1974年（昭和49年） - ラジアルボール盤の製造・販売を開始。
- 1981年（昭和56年） - 創業20周年。
- 1991年（平成03年） - 創業30周年。徳野与志一（後に野々市市議会議員・議長を務める） が代表取締役社長に就任。それに伴い、徳野與四男は会長に就任。
- 2000年（平成12年） - 徳野與四男が死去。アサヒ鋳工株式会社を株式会社パープルテクノスに社名変更をすると同時に、大型の五面加工門型マシニングセンタを導入。大型の機械加工を行う。
- 2001年（平成13年） - 創業40周年。
- 2011年（平成23年） - 創業50周年。
- 2014年（平成26年） - ISO9001とISO14001を認証取得。
- 2018年（平成30年） - 徳野新太郎が参画。
- 2020年（令和02年） - 株式会社パープルテクノスの全ての事業を引く継ぐ。
- 2021年（令和03年） - 創業60周年。徳野新太郎が代表取締役社長に就任。
- 2022年（令和04年） - 4月に株式会社パープルテクノスの完全子会社としてイシカワズカン株式会社を設立。7月アステナミネルヴァ株式会社がイシカワズカン株式会社の株式の一部を取得。
- 2023年（令和05年） - 牧野フライス製作所のパレットチェンジャー付の大型横型マシニングセンタを2台を設備。オークマの大型五面加工門形マシニングセンタを設備。
- 2024年（令和06年） - ForbesJAPAN 4月号「新しい事業承継100社」に選出される。
 出典[1]

## 主なグループ会社など
- 株式会社パープルテクノス
- ヨシオエンジニアリング株式会社
- イシカワズカン株式会社
- 株式会社絶対そうしよ（コワーキングスクエア金沢香林坊）
- 社会福祉法人 紫志の会（幼保連携型認定こども園 エンジェル保育園）
 出典[1]

## 所属
- ファクトリーサイエンティスト協会
- 北陸未来共創フォーラム
- 金沢大学先端科学・イノベーション推進機構協力会

## 代表取締役社長 徳野新太郎
1984年4月石川県石川郡野々市町（現：野々市市）生まれ。2008年3月慶應義塾大学総合政策学部（SFC）卒業。太陽ASG監査法人（現：太陽有限責任監査法人）、監査法人アヴァンティアを経て、2018年4月家業であるヨシオ工業株式会社に入社。2021年12月代表取締役社長に就任。2024年能登半島地震発生直後、金沢近郊の二次避難者向け支援団体チームスクエアを結成。14,000食以上の食事の提供を行う。
以下、現職。（2024年12月現在）
- ヨシオ工業株式会社　代表取締役社長
- 株式会社パープルテクノス　代表取締役社長
- ヨシオエンジニアリング株式会社　代表取締役社長
- イシカワズカン株式会社　代表取締役社長
- 株式会社絶対そうしよ（コワーキングスクエア金沢香林坊）　代表取締役社長
- 社会福祉法人 紫志の会（幼保連携型認定こども園 エンジェル保育園）　理事長
- 三谷産業株式会社　アンバサダー
- 株式会社日本エージェンシー　取締役
- 北陸朝日放送株式会社　放送番組審議会委員
- 能登半島地震 二次避難者支援団体 チームスクエア　代表